# 1293 Sonja
1293 Sonja este o planetă minoră (asteroid), cu un diametru de 7,8 km, din Mars-crossing asteroid[*]. A fost descoperită pe 26 septembrie 1933 la Observatorul Regal al Belgiei⁠(d) de Eugène Joseph Delporte și a fost numită după Category:Minor planets with names of unknown origin⁠(d). 
Obiectul prezintă o orbită caracterizată de o semiaxă mare de 2,2278166 UAi, o excentricitate de 0,274066, o înclinație de 5,36381 ° în raport cu ecliptica.